# Valentina Fedorets
Valentina Aleksandrovna Fedorets (ryska: Валентина Александровна Федорец, gift Jezerskaja), född 1923, död 1976, var en sovjetisk astronom.
Nedslagskratern Fedorets på planeten Venus har fått sitt namn efter henne.